# Сен Шамон
Сен Шамон (фр. Saint-Chamond) град је у Француској, у департману Лоара.
По подацима из 1999. године број становника у месту је био 37.378.

## Демографија
| 1962.  | 1968.  | 1975.  | 1982.  | 1990.  | 1999.  | 2011.  |
| ------ | ------ | ------ | ------ | ------ | ------ | ------ |
| 17.107 | 37.728 | 40.250 | 40.267 | 38.878 | 37.378 | 35.419 |

## Партнерски градови
- Гревенброих